# Député 73
Pour plus de détails, voir Fiche technique et Distribution.
Député 73 est un documentaire français réalisé par Jean-Paul Savignac, sorti en 1974.

## Synopsis
La campagne des élections législatives de mars 1973 dans la 7e circonscription du département des Hauts-de-Seine.

## Fiche technique
- Titre : Député 73
- Réalisation : Jean-Paul Savignac
- Photographie : Jean-Paul Savignac et Yann Béraud
- Musique : François de Roubaix
- Montage : Bruno Zincone
- Production : Films Molière - Stéphane Films
- Pays de production :  France
- Format : noir et blanc - 16 mm
- Genre : documentaire
- Durée : 111 minutes
- Date de sortie : 1974